# Всеукраинская научная ассоциация востоковедения
Всеукраинская научная ассоциация востоковедения (ВУНАВ; укр. Всеукраїнська наукова асоціація сходознавства) — общественная научная организация. Создана 10 января 1926 года путём объединения Киевского и Харьковского обществ востоковедов. Согласно уставу, задачи организации заключались в изучении стран и народов Востока, подготовке опытных учёных, издании научной и просветительской литературы, укреплении научных и культурных связей с этими странами. Имела политико-экономический и историко-этнологический отделы, которые делились на секции (экономики и политики советского Востока, экономики и политики зарубежного Востока, права восточных стран, истории языков и литературы, искусства и археологии). В её состав входили также специальные комиссии: Тюркологическая, семитологическая, украинско-турецких отношений. Имела три филиала — Харьковский, Киевский, Одесский (создан 8 марта 1926). В начале 1930-х годов ассоциация насчитывала 193 действительных члена. В течение 1926—1929 годов они огласили 224 доклада по актуальным вопросам востоковедения, посетили с научными целями Турцию, Нахичеванскую Автономную ССР и Абхазскую Автономную ССР, Азербайджанскую ССР, совершили лингвистическое исследование языка греков Южной Украины. За время существования ВУНАВ провела два всесоюзных съезда в Харькове (в мае 1927 года и ноябре 1929 года). В 1926—1927 годах издавался «Бюллетень Всеукраинской научной ассоциации востоковедения» (укр. «Бюлетень Всеукраїнської наукової асоціації сходознавства»; вышло пять номеров), в течение 1927—1931 годов печатался периодический орган организации — журнал «Східний Світ» (в конце 1930 — «Червоний Схід», всего 12 номеров). Согласно распоряжению Наркомпроса с 1 января 1930 года ВУНАВ был реорганизован и на его базе открыт Украинский НИИ востоковедения (9 декабря 1933 года институт прекратил своё существование, войдя в Аграрно-экономический институт, позже Объединённый институт экономики НАН Украины; 1 октября 2005 года по решению Национальной академии наук Украины Объединённый институт экономики НАН Украины был ликвидирован).